# NGC 5945
NGC 5945 је спирална галаксија у сазвежђу Волар која се налази на NGC листи објеката дубоког неба.
Деклинација објекта је + 42° 55' 9" а ректасцензија 15h 29m 44,9s. Привидна величина (магнитуда) објекта NGC 5945 износи 13,0 а фотографска магнитуда 13,8. NGC 5945 је још познат и под ознакама UGC 9871, MCG 7-32-17, CGCG 222-17, NPM1G +43.0303, IRAS 15280+4305, PGC 55243.